# 히스로 에어포트 홀딩스
히스로 에어포트 홀딩스(Heathrow Airport Holdings)는 영국의 공항 회사이다. 런던 히스로 공항을 비롯하여 런던 개트윅 공항, 런던 스탠스테드 공항 등을 운영하고 있다.